# Vejlsø
Vejlsø er en af "Silkeborgsøerne" og ligger i en af Gudenåens mange sidedale omkring Silkeborg og er som sådan en del af Gudenåsystemet. Vejlsø har et areal på 12 hektar og er på det dybeste sted – ca. midt i søen 3,5 m. dyb.

## Omkring Vejlsø
Vejlsø ligger lige syd for eller i udkanten af Silkeborg. Den er omkranset af Kobskov, Myrehoved, og mod sydvest af Horsensvej. Det betyder, at den har et stort opland hovedsagligt bestående af skov fælles med Almind Sø og Vejlbo Mose.
Ved søens nordøstlige bred ligger Vådbundsarboretet og det store bygningskompleks med park, som under navnet Silkeborg Sanatorium blev opført i 1903 af Nationalforeningen til Tuberkulosens Bekæmpelse.
1. februar 1959 blevet hele området overtaget af Statens Åndssvageforsorg, som her indrettede anstalten Vejlsøhus. I forbindelse med at beboerne blev flyttet ud i mindre enheder overtog Silkeborg Kommune bygningerne 1. november 1987. Vejlsøhus blev formelt nedlagt med udflytningen af de sidste beboere i efteråret 1990. Derefter begyndte Ferskvandscentret under DTU Aqua at flytte sine aktiviteter her til. AQUA Ferskvands Akvarium blev bygget i årene 1992-93 af Ferskvandscentret og åbnede i juni 1993. I tilknytning til centret findes desuden institutioner som Danmarks Miljøundersøgelser og Danmarks Fiskeriundersøgelsers Afd. for Ferskvandsfiskeri.
Den nærliggende vej Vejlsøvej har navn efter søen.

## Søens tilløb og afløb
Vandtilførslen sker fra den rene Almind Sø i den vestlige ende via Fårbæk, som løber under Horsensvej gennem den anlagte odderpassage. Almindsø ligger højere i landskabet end Vejlsø. Der er også gravet en afvandingskanal fra den sure og brunvandede Vejlbo Mose mod nordvest, som afvander Lyngsø. Endelig er der gravet en lille vandafstrømning fra AQUAs søer.
I østenden er Vejlsø forbundet med Brassø via en uddybet kanal ved Skovriderbroen. Denne brede åbning mod øst udgør et problem for søen, fordi næringsrigt, algegrønt vand ved østenvind presses ind i Vejlsø og påvirker dens miljø.
Denne kanal, som går mellem Myrehoved og Arboretet, har oprindelig ikke være så bred. Den blev gjort bredere på det tidspunkt, da man stadig sejlede tømmer ud af skoven på pramme.

## Kloakrør løb ud i søen
Før 1903, da Sanatoriet åbnede, lå Vejlsø langt fra al bebyggelse. Da byen derefter begyndte at rykke nærmere, opstod de første problemer i søen. I den nordvestlige ende blev der etableret et stort kloakrør, som førte spildevand og andet godt ud i søen - lige ved skovdistriktets kontorbygning. Det gav en meget ringe vandkvalitet, og i vestenden af søen genfindes stadig et næringsrigt mudderlag fra den tid. Kloakrøret er dog siden erstattedes af en pumpestation, som pumper spildevandet til Søholt Renseanlæg.

## Navnet "Vejlsø"
Navnet ”Veilsøe” optræder første gang på Videnskabernes Selskabs kort fra 1781 og i Markbogen fra 1791 ses ”Veiel Sø”. Forleddet er substantivet ”vejle” i betydningen vadested eller lavt vand, og sigter sikkert til at der her i området har været passagemulighed.